# Batalla d'Agrigent
|  | Aquest article tracta sobre la batalla romano-púnica del 261 aC. Vegeu-ne altres significats a «Setge d'Agrigent (406 aC)». |

La batalla d'Agrigent va tenir lloc l'any 261 aC. Va ser el primer enfrontament a gran escala de la Primera Guerra Púnica. Romans i cartaginesos es van enfrontar a la població siciliana d'Agrigent després d'un llarg setge que va començar el 262 aC.

## Preludi
Després de desembarcar a la ciutat de Messana en ajuda dels mamertins i la victòria aconseguida a la batalla de Messana, els romans es van aliar amb Hieró II de Siracusa i, a poc a poc, van anar prenent el control de la part oriental de Sicília. Per als romans, que en aquells temps no disposaven encara d'una flota naval, aquesta era la seva primera incursió fora de la península Itàlica.
L'assistència inicial a Messana es convertiria gradualment en una guerra oberta per la totalitat de l'illa.

## Setge d'Agrigent
L'any 262 aC els romans van enviar de nou un gran nombre de soldats a Sicília com a resposta a la gran operació de reclutament i entrenament que els cartaginesos estaven portant a terme. L'exèrcit romà era dirigit pels dos cònsols Luci Postumi Megel i Quint Mamili Vítul, i reunia uns 40.000 homes organitzats en quatre legions més la cavalleria.
Amb l'ajuda dels subministraments de Siracusa, l'exèrcit consular es va dirigir cap a Agrigent, a la costa sud-oest de l'illa, ja que era allí on els cartaginesos volien establir el seu campament base, encara que en aquells temps només disposava d'una guarnició local comandada per Hanníbal Giscó.
Hanníbal es va refugiar dins de les muralles de la ciutat, al mateix temps que intentava reunir totes les provisions que va poder aconseguir dels voltants per resistir un llarg setge i va esperar que arribessin els reforços. En aquella època, els romans encara no coneixien l'art de la construcció de torres d'assalt i altra maquinària bèl·lica, i la sola manera de conquerir la ciutat era mitjançant un llarg setge i bloqueig que exhaurís els recursos dels habitants els obligués a rendir-se per fam. Amb aquesta finalitat, els cònsols van acampar al voltant d'Agrigent, decidits a esperar.
Mesos després, Hanníbal va començar a patir els efectes del bloqueig, i va enviar missatgers a Cartago demanant ajuda urgent. En resposta, uns 50.000 soldats d'infanteria, 6.000 de cavalleria i fins i tot 60 elefants van desembarcar a Heraclea l'hivern del 262 aC sota el comandament d'Hannó el Vell. Hannó va derrotar els romans en algunes batusses menors durant la seva marxa cap a Agrigent, i finalment va acampar molt a prop dels romans, tallant les seves línies de subministrament que arribaven des de Siracusa. Hannó va desplegar immediatament les seves tropes en formació de batalla, però els romans van refusar lluitar a camp obert, i van fortificar la seva línia de defensa; d'aquesta manera, romangueren atrapats entre la ciutat i les tropes d'Hannó.

## Batalla
Quan els romans es van adonar que sense els subministraments de Siracusa no podrien resistir gaire temps, es van veure obligats a oferir batalla a Hannó. El comandant cartaginès, conscient de la seva posició de força, es va negar a combatre i va intentar rendir els romans per gana. Malgrat tot, la situació dels ciutadans d'Agrigent era ja desesperada i Hanníbal Giscó, comunicant-se amb les tropes exteriors per mitjà de senyals de fum, els va sol·licitar ajuda urgent i finalment Hannó va haver de canviar de plans i lluitar amb els romans per intentar trencar el setge de la ciutat.
La batalla entre els dos exèrcits va ser molt llarga, fins que finalment els romans van aconseguir trencar el front cartaginès, provocant el pànic en la rereguarda i les reserves púniques. Possiblement, els elefants de guerra que es trobaven a la rereguarda van entrar en pànic i es van revoltar contra les seves pròpies files. En qualsevol cas, els cartaginesos es van retirar i els romans van ocupar el seu campament, capturant alguns elefants.
L'èxit romà no va ser complet, ja que Hannó va retenir la major part de les seves forces i a més Hanníbal Giscó va aconseguir sortir de la ciutat amb la seva guarnició, trencant el setge romà i escapant.

## Fets posteriors
Els romans van ocupar Agrigent i van vendre la totalitat dels seus habitants com esclaus. Els dos cònsols van tornar victoriosos a Roma, però no se’ls va concedir un triomf perquè no van derrotar completament als cartaginesos. Amb la victòria, Roma va passar a controlar la major part de Sicília, assegurant la collita de blat de l'illa pel seu propi ús.